# Абелла Андерсон
Абелла Андерсон (англ. Abella Anderson, урождённая Амисадей Кесада (англ. Amisaday Quesada) род. 16 мая 1988, Майами, Флорида, США) — американская фотомодель и порноактриса
.

## Биография
Начала сниматься в 2010 году в серии фильмов Bang Bros Living With Anna под псевдонимом «Anna B». Позже в 2011 году журнал Complex включил Андерсон в список «The Top 100 Hottest Porn Stars Right Now». Кроме съёмок, Андерсон также работала хостес в одном из ритейлеров белья в Нью-Йорке.
Снялась в официальном lyric клипе Childish Gambino — «3005».

## Премии и номинации
| Год  | Премия           | Результат | Категория                                                                 | Фильм                              |
| ---- | ---------------- | --------- | ------------------------------------------------------------------------- | ---------------------------------- |
| 2011 | NightMoves Award | Победа    | Лучшая новая старлетка (выбор поклонников)                                | н/д                                |
| 2012 | AVN Award        | Номинация | Лучшая новая старлетка                                                    | н/д                                |
| 2012 | Nightmoves Award | Победа    | Лучший латиноамериканский исполнитель (выбор поклонников)                 | н/д                                |
| 2012 | XBIZ Award       | Номинация | Новая старлетка года                                                      | н/д                                |
| 2013 | AVN Award        | Номинация | Лучшая сцена триолизма (М/М/Ж) (вместе с Крисом Строксом и Вуду)          | Ultimate Fuck Toy: Abella Anderson |
| 2013 | XBIZ Award       | Номинация | Лучшая сцена — гонзо/не-полнометражный релиз (вместе с Джулсом Джорданом) | Ultimate Fuck Toy: Abella Anderson |
| 2015 | AVN Award        | Победа    | Favorite Webcam Performer (Fan Award)                                     | н/д                                |